# 布萊克貝爾 (加利福尼亞州)
布萊克貝爾（英語：Black Bear）是位於美國加利福尼亞州錫斯基尤縣的一個非建制地區。該地的面積和人口皆未知。

## 地理
布萊克貝爾的座標為41°14′29″N 123°10′39″W / 41.24139°N 123.17750°W，而該地的平均海拔高度為1347米（即4400英尺）。